# SN 2009mm
SN 2009mm – supernowa typu Ia odkryta 15 października 2009 roku w galaktyce A025623+4140. W momencie odkrycia miała maksymalną jasność 20,60m.